# Jean-Marcel Héraut-Dumas
Jean-Marcel Héraut-Dumas, né le 31 mai 1920 à Grenoble et mort le 17 mars 1982 à Annonay, est un peintre, graveur et illustrateur français.

## Biographie
Jean-Marcel Héraut-Dumas est diplômé de l’École d'architecture de Lyon. Élève d'Albert Gleizes, il fut influencé par lui. Marié à Denise Héraut-Legrain, il expose régulièrement avec elle. Elle réalise ses cartons de tapisseries. Avec elle, il a fondé le mouvement Vitalisme. Durant plusieurs années, il a vécu à Serrières (Ardèche) où il avait son atelier "La Petite Baronnie" situé rue des Écoles. Il repose, avec son épouse Denise, dans le cimetière de Serrières (Ardèche).

## Œuvres
Jean-Marcel Héraut-Dumas est connu pour ses paysages d'eau, ses marines, ses cartons de tapisseries. Il a également illustré des gravures sur bois, et des ouvrages religieux et de poésie.
Ses œuvres sont visibles aux musées de Bayeux, de Lyon (Musée des beaux-arts), de Royans (musée Saint-Jean) et de Valence.